# Mario Bettini

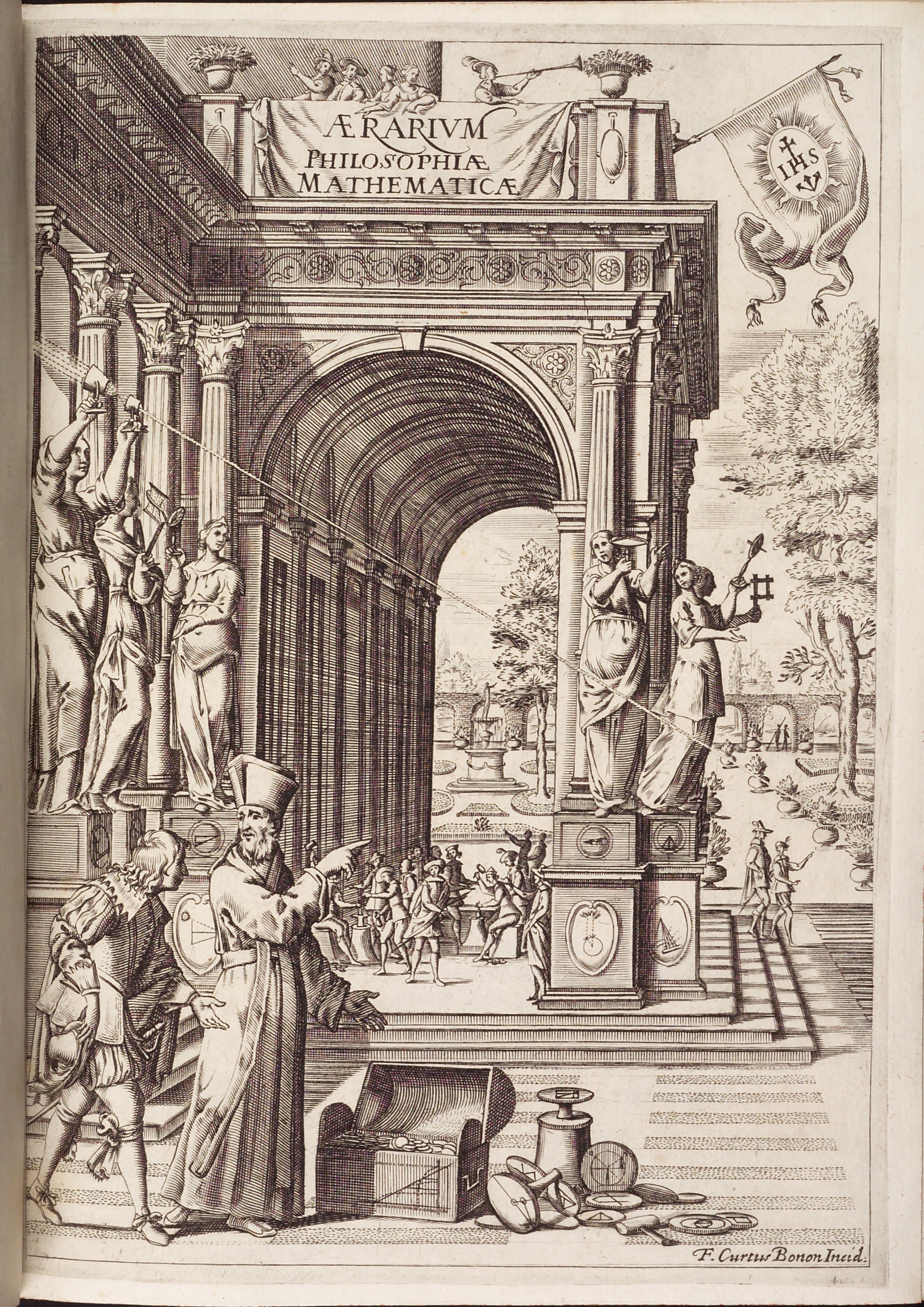
Frontespizio dellAerarium philosophiae mathematicae, Bologna 1648

Mario Bettini (Bologna, 6 febbraio 1582 – 7 novembre 1657) è stato un gesuita, matematico, astronomo e filosofo italiano. Gli è stato dedicato da Giovanni Riccioli il cratere Bettinus, situato nella parte sud-occidentale della faccia visibile della Luna.

## Biografia
Mario Bettini nacque a Bologna il 6 febbraio 1582 da una famiglia aristocratica, legata da rapporti di parentela con il filosofo Ciro Spontone. Dopo aver ricevuto una solida istruzione privata, entrò nella Compagnia di Gesù a Novellara fra l'ottobre e il novembre 1598. Studiò matematica nel collegio dei gesuiti di Parma con il belga Jean Verviers, confessore della famiglia ducale. Insegnò per alcuni anni matematica e retorica nel collegio di San Rocco al fianco di illustri colleghi come il Biancani, lo Zucchi ed il Rèmond. Tra i suoi migliori studenti si annovera il matematico Giovanni Antonio Rocca. Contemporaneamente fu al servizio della corte parmense come precettore di Ottavio, primogenito del duca Ranuccio Farnese. Grande esperto di fortificazioni e amico di Raimondo Montecuccoli, Bettini fu responsabile dell'insegnamento dell'architettura militare a Parma negli anni 1624-1630. Oltre ad essere maestro di matematica militare di Ottavio Farnese, Bettini fu anche consulente militare presso le corti di Parma (1612-1613), Modena (1617-1618) e ancora Parma (1626-1627), e architetto militare a Novellara (1618–1619), sede del noviziato della 'Provincia Veneta' dei Gesuiti. Nel 1629 Bettini lasciò la cattedra di matematica al collegio. Gli successe il bavarese Wilhelm Weilhamer. Bettini trascorse gli ultimi trent'anni di vita a Brescia.
Critico del metodo degli indivisibili, che, secondo lui, distruggeva, per il suo scarso rigore scientifico, la «certezza e la dignità della filosofia», involvendo gli ingegni in capziosi paralogismi, Bettini polemizzò con Bonaventura Cavalieri ricevendo da Stefano degli Angeli una dura replica nei suoi Problemata geometrica sexaginta (Venezia, 1657). Esiste un solo studio monografico dedicato a questo grande matematico gesuita (Aricò 1996), che tuttavia si incentra sui suoi interessi letterari, mentre i suoi scritti di matematica pura ed applicata non sono stati ancora oggetto di uno studio esaustivo.
Recenti ricerche hanno dimostrato che deve essere attribuito a Bettini il cosiddetto "problema di Mantova", critica matematica di alcune tesi del Sidereus Nuncius galileiano (cfr. De lunarium montium altitudine problema mathematicum, in Galileo, Le Opere [...], Firenze, 1892, vol. III, pp. 299-307), di cui Galileo possedeva una copia esemplata di suo stesso pugno. Anni dopo Bettini avrebbe inserito il testo del problema negli Apiaria.
Bettini non fu solo un teorico ma si dedicò anche alla sperimentazione pratica. Egli è infatti l'ideatore di un prospettografo, illustrato nella sezione Apiarium quintum in quo Paradoxa et arcana opticae scenogarphicae, strumento che venne perfezionato da Christoph Grienberger (1564-1636), il matematico gesuita successore di Clavio al Collegio Romano. Gli Apiaria contengono inoltre la descrizione di altri due importanti strumenti: il baculum, strumento per la misura delle distanze che si avvale delle proprietà dei triangoli simili, e il pantometro, strumento che, mediante una riga calibrata, permetteva di definire gli intervalli armonici giusti oppure temperati a 18/17, secondo quanto raccomandava Vincenzo Galilei per gli strumenti a corda.
Merito di Bettini fu anche una notevole attenzione, non comune nel suo tempo in Italia, per i metodi algebrici e per le opere di Viète e di Ghetaldi.

## Opere

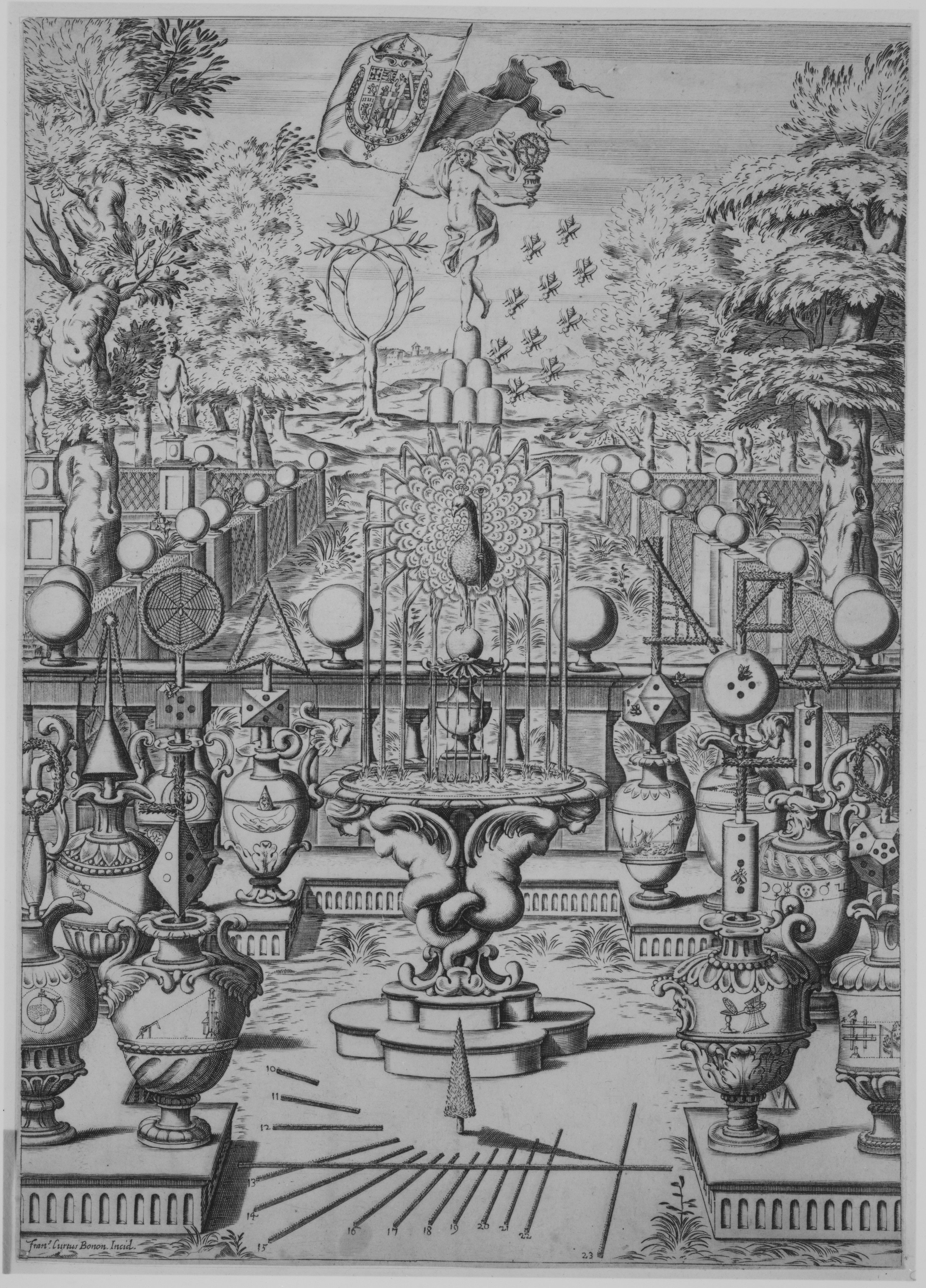
Antiporta degli Apiaria universae philosophiae mathematicae (1647), realizzata da Francesco Curti

Le prime opere date alle stampe da Bettini non furono di ambito scientifico, bensì prettamente letterarie: nel 1614 la prima uscita a stampa a Parma, dal titolo Rubenus, hilarotragoedia satyropastoralis, che ebbe buon riscontro di pubblico e lettori, tanto da essere ristampata più volte ed ottenere commenti da Denis Ronsfert. Ad essa seguirono nel 1622 il Clodoveus, sive Lodovicus tragicum silviludium, e il Lycaeum morale, politicum et poeticum, pubblicato a Venezia nel 1626 e diviso in due parti, la prima in prosa, la seconda in versi in titolata “Urbanitates poeticae”, una collezione di poesie liriche che venne poi ristampata nello stesso anno con il titolo “Eutrapeliarum, seu Urbanitatum Libri IV”. La nona edizione di quest’opera fu ristampata a Lione nel 1633 con l’aggiunta di due drammi, e col titolo “Florilegium variorum poematum et dramatum Pastoralium Libri IV”.
Dobbiamo attendere il 1641 per una sua prima opera di carattere scientifico-matematico: in quell’anno furono editi infatti a Bologna gli Apiaria universae philosophiae matemathicae, in tre volumi, ristampati in più edizioni. Alla fine dell’opera si trova una spiegazione di Euclide intitolata “Euclides applicatus”, la quale fu poi stampata separatamente sempre a Bologna nel 1642 e 1645.
Gli Apiaria Universae Philosophiae Mathematicae riflettono i numerosi interessi di Bettini. L'opera è una raccolta di problemi scientifici che abbraccia tutto lo scibile, dalle dimostrazioni geometriche agli effetti illusionistici teatrali, dalla musica alle macchine a moto perpetuo e alle anamorfosi. Secondo Bettini, il mondo naturale abbonda di delizie matematiche come le ragnatele e i favi delle api. Da queste creazioni della natura si possono trarre principi geometrici utili per progetti meccanici, ottici e artistici.
Bettini mostra un interesse particolare per i problemi di geometria pratica e di geodesia. Se nel primo degli apiari si limita alla determinazione delle altitudini col mezzo dell'ombra, nel secondo si trovano risolti problemi di lungimetria e di altimetria, col mezzo del quadrante a braccia mobili, della squadra, del baculo e degli specchi e applicando il metodo di coltellazione al rilievo dei luoghi montuosi.
Il tomo III degli Apiaria contiene parecchi problemi di distanziometria e di altimetria; l'uso del compasso di proporzione nella misurazione delle lunghezze; la determinazione delle aree piane e curve, e dei volumi dei solidi; la descrizione meccanica delle curve coniche; l'uso del corobate vitruviano e della squadra nelle operazioni di livellazione, e quello del parallelogrammo dello Scheiner.
La maggior parte di questi problemi di geometria pratica furono ripetuti dall'autore e riportati nel suo Aerarium philosophiae mathematicae, trattato di geometria teoretica, che espone le applicazioni di cui è suscettibile questa scienza. Sia l'Aerarium che gli Apiaria sono illustrati con figure realizzate da Bartolomeo Provaglia. È probabile che a Provaglia si debbano anche le antiporte dei vari tomi.
Le opere scientifiche del Bettini ottennero un immediato successo e furono elogiate da Jacques Ozanam, Jacobus Dobrzensky, Claude Mydorge, Georg Philipp Harsdörffer e Casimir Semenowycz, ma suscitarono pure le forti riserve del Frisi.
«Portavoce con il Mengoli di una corrente platonico-matematica cui, oggi, si è più propensi che in passato a dedicare attenzione, il Bettini nelle pagine delle sue opere non fu lo scrutinatore scrupoloso ma sterile delle scoperte altrui, come poco benevolmente lo considerava Bonaventura Cavalieri: i tre volumi degli Apiaria non risultarono privi d'interesse per i contemporanei, visto l'entusiasmo e la curiosità con cui vennero letti, comprati e tradotti, e nemmeno per il lettore moderno, che nella fastosa editio princeps corredata di pregevoli illustrazioni viene immerso in un clima di fervida curiosità, di esperimenti acustici e ottici, di progetti di «machine» belliche e teatrali, di scambi epistolari con corrispondenti europei.»

### Opere letterarie
- Rubenus hilarotragoedia satyropastoralis, dramma pastorale pubblicato a Parma nel 1614. L'opera fu più volte ristampata, tradotta e commentata.
- Clodoveus, sive Lodovicus tragicum silviludium, 1622.
- Lycaeum morale, politicum, et poeticum, Venetiis, apud Evangelistam Deuchinum, 1626.

### Pubblicazioni scientifiche
- Apiaria Universae Philosophiae Mathematicae, Bologna 1642-1645. È l'opera maggiore di Bettini. Trattato enciclopedico in tre volumi, gli Apiaria trattano problemi di matematica, fisica, catottrica, diottrica, geodesia e teoria dei numeri e includono la descrizione di molte macchine, compresa una macchina a moto perpetuo. Il secondo volume contiene un'importante sezione dedicata alla musica e all'acustica.[17]
- Euclides applicatus, parte finale dell'opera Apiaria Universae Philosophiae Mathematicae, stampata separatamente in Bologna nel 1642 e 1645.
- (LA) Aerarium philosophiae mathematicae, vol. 1, Bologna, Giovanni Battista Ferroni, 1647.
  - (LA) Aerarium philosophiae mathematicae, vol. 2, Bologna, Giovanni Battista Ferroni, 1648.
  - (LA) Aerarium philosophiae mathematicae, vol. 3, Bologna, Giovanni Battista Ferroni, 1648.